# Гостриця лежача
Гостриця лежача (Asperugo procumbens) — вид трав'янистих рослин родини шорстколисті (Boraginaceae), поширений у Євразії. Єдиний представник роду гостриця (Asperugo).
Етимологія: лат. procumbens — «що стелеться».

## Опис
Однорічні рослини. Надземні частини рослин грубо волохаті. Стебла тонкі, до 90 см завдовжки, порожнисті, з 5 або 6 поздовжніми ребрами, розгалужені. Нижні стеблові листки черешчасті, із широким верхом або вузько-довгасті, 5–8 × 0.8–1.5 см, край цільний або дрібно зубчастий. Квітоніжка коротка або відсутня. Квіти поодинокі або ростуть по кілька в пазухах листків. Чашечка пр. 1.6 мм завширшки; чашолистки дещо нерівні, лінійно-ланцетні. Вінчик від синього до фіолетового, пр. 2.5 мм; пелюсток 5. Пиляк пр. 0.6 мм. Горішки вузько яйцеподібні, пр. 3 мм. 2n= 48 (8x).

## Поширення
Африка: Алжир, Марокко, Лівія, Туніс; Азія: Китай, Індія, Казахстан, Киргизстан, Монголія, Непал, Росія, Таджикистан, Туркменістан, Узбекистан, пд.-зх. й зх. Азія; Європа: уся територія, крім Португалії, Британії, Ірландії й Ісландії. Введений у Ґренландії, Канаді й США. Населяє околиці сіл, краї полів, луки.
В Україні зростає по всій території.

## Галерея

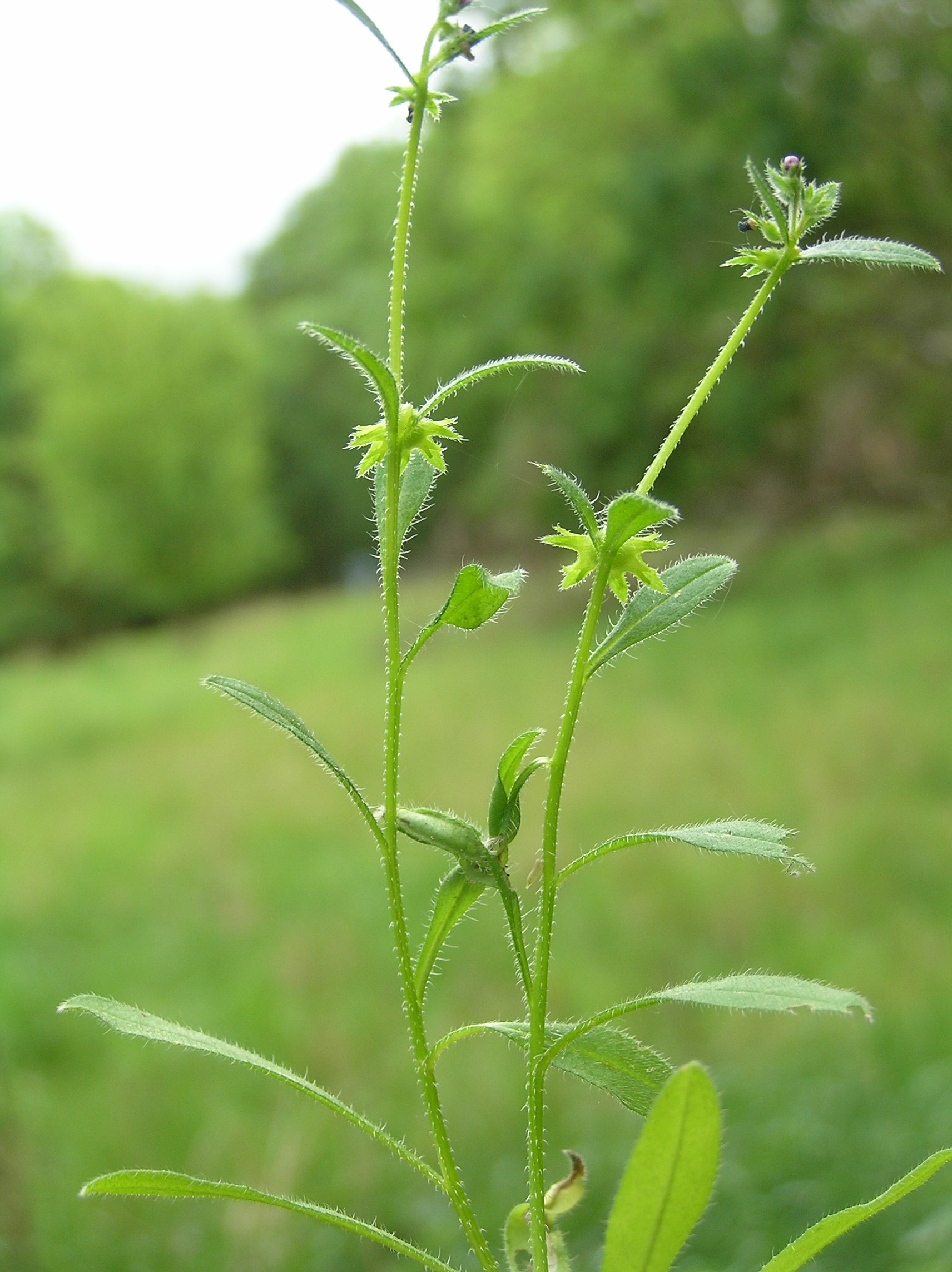
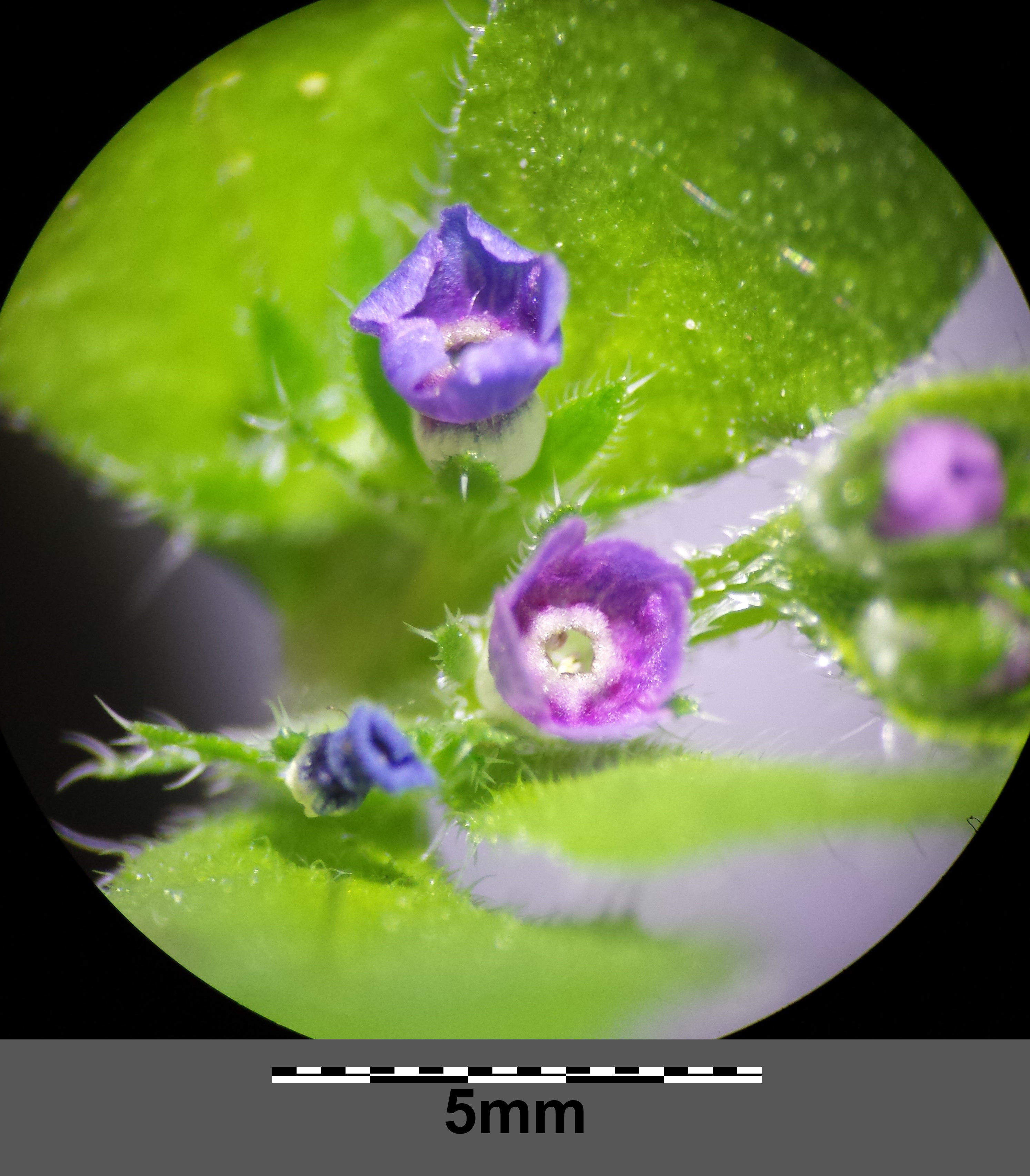
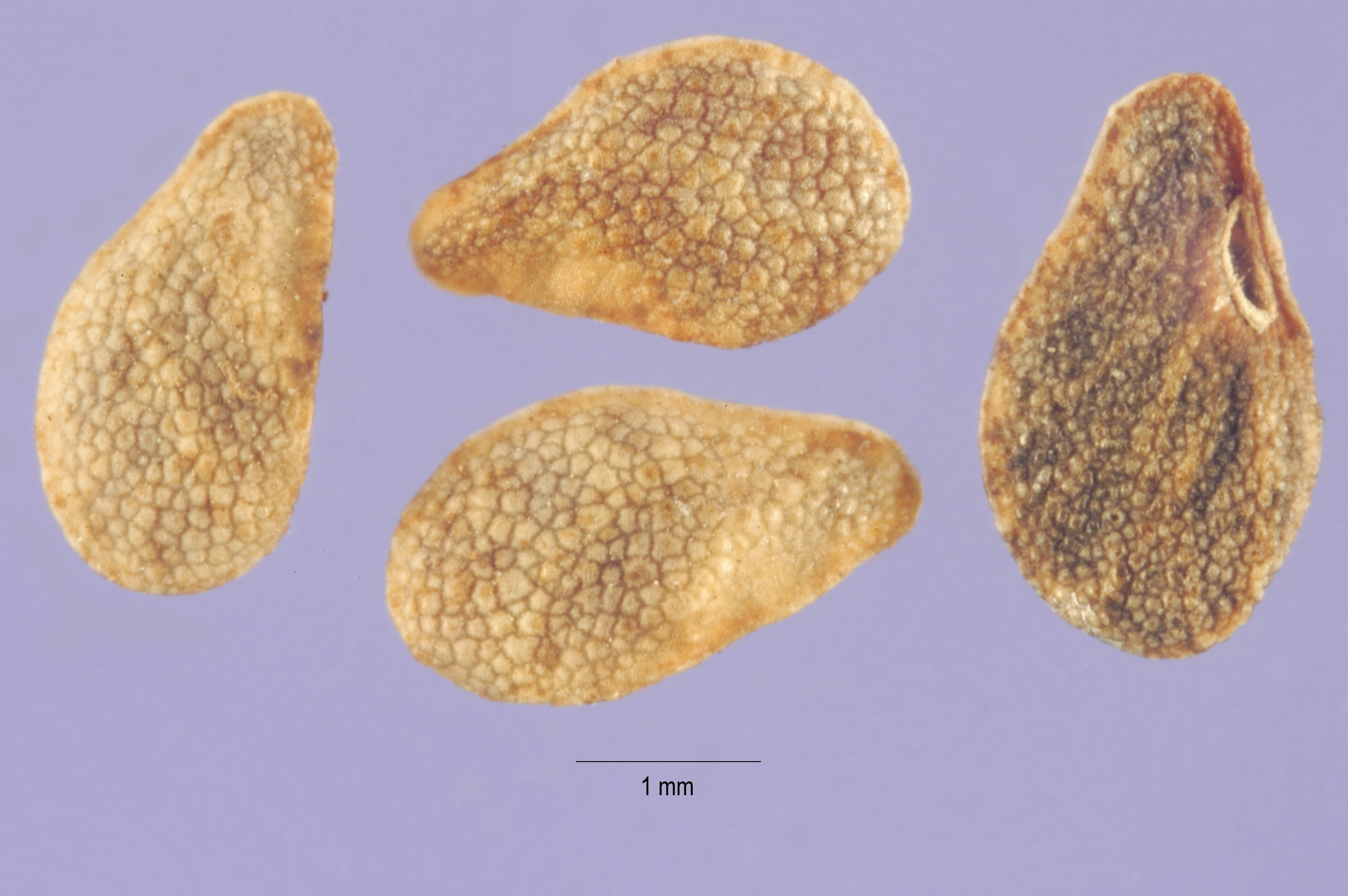
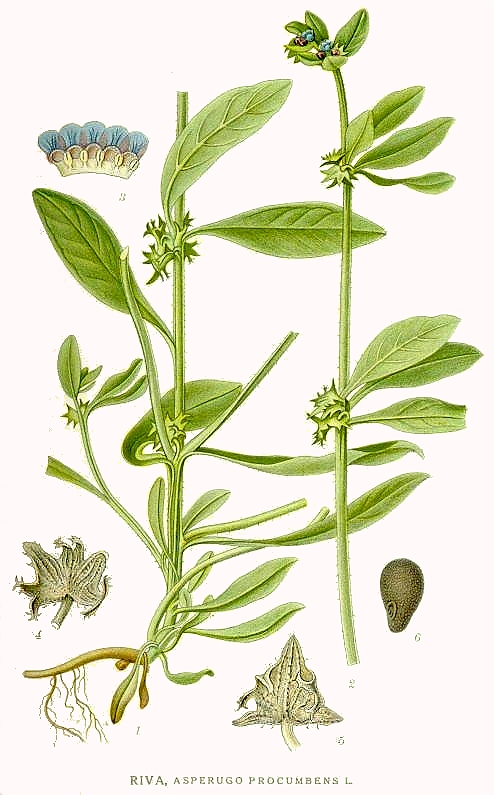